# Mia Goth
Mia Gypsy Mello da Silva Goth (* 25. října 1993 Londýn) je britská filmová herečka. Svou kariéru začala jako teenager v modelingu. Jejím filmovým debutem byl film Nymfomanka (2013) režiséra Larse von Triera. Následně byla obsazena do thrilleru Ten, který přežil (2015) a psychologického hororu Lék na život (2016). V roce 2018 hrála ve vedlejší roli sci-fi mysteriózního filmu Hight Life režisérky Claire Denis a ve filmu Suspiria od Luca Guadagnina. Později se objevila v historické romantické komedii Emma. (2020) a hororu X (2022).

## Životopis
Narodila se Guy's Hospital v Londýně. Její matka je Brazilka a otec je Kanaďan původem pocházející z Nového Skotska. Její dědeček z matčiny strany je židovsko-americký umělec Lee Jaffe a její babička z matčiny strany je brazilská herečka Maria Gladys.
Goth se s matkou přestěhovala do Brazílie, když jí bylo pouze několik týdnů, protože její matka, které bylo v té době 20 let, potřebovala od rodiny pomoci s dítětem. Do Spojeného království se vrátily, když jí bylo pět let a také krátce žila u svého otce, rodilého Kanaďana, když jí bylo deset. Zde během roku navštěvovala devět škol. O tomto období, když žila se svým otcem, sdělila, že to bylo velmi náročné. Když jí bylo dvanáct let, usadila se spolu s matkou v jihovýchodním Londýně, kde chodila na střední školu.

### Kariéra
Když jí bylo čtrnáct let, objevila ji na Underage Festival v Londýně módní fotografka Gemma Booth, která ji přihlásila do agentury Storm Model Management. Následně se objevila v reklamě pro Vogue a Miu Miu. V šestnácti začala chodit na filmové konkurzy a získala svou první roli ve filmu Larse von Triera Nymfomanka (2013), kde se objevila po boku Charlotte Gainsbourg a Willema Dafoe v části „Zbraň”. Zahrála si také v kriminálním dramatu The Tunnel.
V roce 2014 se objevila v hudebním klipu Future Unlimited „Haunted Love”, který režíroval Shia LaBeouf. Poté se objevila spolu s Martinem McCannem v krátkém filmu Magpie režírovaném Stephenem Fingletonem. V roce 2015 hrála hlavní roli v post apokalyptickém thrilleru Ten, který přežil. Následovaly role ve filmu Everest (2015) a role Hanny Helmqvist v epizodě kriminálního seriálu Wallander od BBC One.
Zahrála si také v hororovém filmu Lék na život (2016) režiséra Gora Verbinskiho a v roce 2018 ve vedlejší roli v remaku Luca Guadagnina Suspiria a ve filmu High Line režisérky Claire Denis. Zahrála si také v krátkém filmu The Staggering Girl (2019) a v historické romantické komedii režisérky Autumn de Wilde Emma. (2020). V roce 2021 hrála v dramatu Mayday (2021) spolu s Grace Van Patten a Juliette Lewis.
Dále si zahrála v hororovém snímku X (2022), kde hrála roli protagonistky Maxine i antagonistky Pearl.

## Soukromí
Během natáčení filmu Nymfomanka v roce 2012 se seznámila s hercem Shiou LaBeoufem. Dne 10. října 2016 se zdálo, že se vzali v Las Vegas během obřadu vedenou imitátorem Elvise Presleyho. O dva dny později zdejší úřady oznámily, že pár nebyl legálně sezdán, ale namísto toho byl vykonán obřad závazku. Později toho měsíce LaBeouf potvrdil oddavky v televizní show Ellen DeGeneres. V září 2018 bylo oznámeno, že se pár rozešel a podal žádost o rozvod. Ovšem v únoru 2022 se objevila zpráva, že je Mia Goth v očekávání jejich prvního potomka, kterého porodila v březnu 2022.

## Filmografie

### Film
| Rok  | Titul               | Role                 | Poznámky          | Ref.   |
| ---- | ------------------- | -------------------- | ----------------- | ------ |
| 2013 | Nymfomanka          | P                    | část „Zbraň”      | [ 18 ] |
| 2014 | Magpie              | Dívka                | krátký film       | [ 19 ] |
| 2015 | Ten, který přežil   | Milja                |                   | [ 18 ] |
| 2015 | Everest             | Meg Weathers         |                   | [ 20 ] |
| 2017 | Lék na život        | Hannah von Reichmerl |                   | [ 20 ] |
| 2017 | Marrowbone          | Jane Marrowbone      |                   |        |
| 2018 | Suspiria            | Sara Simms           |                   |        |
| 2018 | High Life           | Boyse                |                   | [ 8 ]  |
| 2019 | The Staggering Girl | Young Francesca      | krátký film       | [ 9 ]  |
| 2020 | Emma                | Harriet Smith        |                   | [ 10 ] |
| 2021 | Mayday              | Marsha/nevěsta       |                   | [ 11 ] |
| 2022 | Barák               | Mabel                | hlasová role      | [ 21 ] |
| 2022 | X                   | Maxine Minx / Pearl  |                   | [ 22 ] |
| 2022 | Pearl               | Pearl                |                   |        |
| 2023 | Infinity Pool       | Gabi                 |                   |        |
| 2024 | MaXXXine            | Maxine               |                   |        |
| 2025 | Frankenstein        | Elizabeth            | připravovaný film |        |
| 2026 | Odyssea             |                      | připravovaný film |        |

### Televize
| Rok  | Titul      | Role            | Poznámky                    | Ref.   |
| ---- | ---------- | --------------- | --------------------------- | ------ |
| 2013 | The Tunnel | Sophie Campbell | hostující role; 3 epizody   | [ 23 ] |
| 2015 | Wallander  | Hanna Helmqvist | epizoda: „A Lesson in Love” | [ 24 ] |

## Ocenění a nominace
| Rok  | Ocenění                        | Kategorie           | Titul             | Result    | Ref.   |
| ---- | ------------------------------ | ------------------- | ----------------- | --------- | ------ |
| 2015 | British Independent Film Award | Nejlepší nováček    | Ten, který přežil | nominace  | [ 25 ] |
| 2019 | Independent Spirit Awards      | Robert Altman Award | Suspiria          | vítězství | [ 25 ] |